# Municipio de Millgrove
El municipio de Millgrove (en inglés: Millgrove Township) es un municipio ubicado en el condado de Steuben en el estado estadounidense de Indiana. En el año 2010 tenía una población de 1577 habitantes y una densidad poblacional de 25,64 personas por km².

## Geografía
El municipio de Millgrove se encuentra ubicado en las coordenadas 41°43′49″N 85°8′6″O / 41.73028, -85.13500. Según la Oficina del Censo de los Estados Unidos, el municipio tiene una superficie total de 61.49 km², de la cual 57,05 km² corresponden a tierra firme y (7,22 %) 4,44 km² es agua.

## Demografía
Según el censo de 2010, había 1577 personas residiendo en el municipio de Millgrove. La densidad de población era de 25,64 hab./km². De los 1577 habitantes, el municipio de Millgrove estaba compuesto por el 97,15 % blancos, el 0,57 % eran afroamericanos, el 0,25 % eran amerindios, el 0,13 % eran asiáticos, el 0,82 % eran de otras razas y el 1,08 % eran de una mezcla de razas. Del total de la población el 4,12 % eran hispanos o latinos de cualquier raza.